# Злобін Яків Дмитрович
Яків Дмитрович Злобін (1917–1943) — червоноармієць Робітничо-селянської Червоної Армії, учасник німецько-радянської війни, Герой Радянського Союзу (1943).

## Біографія
Яків Злобін народився в 1917 році. Згідно з спецдемографічними даними, поданими для нагородження, місцем народження вказано село Михайлове Бобровського району Воронезької області, однак за іншими даними такого села у Бобровському районі не існувало. Після закінчення семи класів школи працював у колгоспі. У 1942 році Злобін був призваний на службу в Робітничо-селянську Червону Армію.
З грудня 1942 року — на фронтах німецько-радянської війни, був стрільцем 78-го гвардійського стрілецького полку 25-ї гвардійської стрілецької дивізії 6-ї армії Південно-Західного фронту. Відзначився під час бою взводу лейтенанта Широнина у села Таранівка  Харківської області Української РСР. У бою взвод знищив 16 німецьких танків і близько 100 солдатів і офіцерів. У бою Злобін загинув. Похований у братській могилі в Таранівці.
Указом Президії Верховної Ради СРСР від 18 травня 1943 року червоноармієць Яків Злобін посмертно був удостоєний звання Героя Радянського Союзу. Також посмертно був нагороджений орденом Леніна